# 米特里達梯三世 (科馬基尼)
米特里達梯三世（公元前20年－前12年在位），科馬基尼王國的國王，是米特里達梯二世之子及繼承人。
米特里達梯卒於公元前12年，其王位由兒子安條克三世繼承。

## 參看
- 科馬基尼王國

| 前任： 米特里達梯二世 | 科馬基尼王國 前20年－前12年 | 繼任： 安條克三世 |